# Jarandersonia paludosa
Jarandersonia paludosa är en malvaväxtart som beskrevs av André Joseph Guillaume Henri Kostermans. Jarandersonia paludosa ingår i släktet Jarandersonia och familjen malvaväxter. Inga underarter finns listade i Catalogue of Life.